# Ismael Pinto de Ulisséa
Ismael Pinto de Ulisséa (Laguna, 14 de junho de 1860 — 1 de fevereiro de 1937) foi um médico, jornalista e político brasileiro.
Fundou com seu irmão Saul Ulisséa o jornal "O Comércio".
Foi deputado à Assembleia Constituinte Estadual de Santa Catarina na 1ª legislatura, de 1892 a 1894.

## Transcrição do diploma
Entrevista de João Leonir Dall'Alba com Ramiro Cabral Ulysséa, realizada em 1986:

Faço questão de mostrar o diploma de medicina de meu pai, que foi o primeiro médico nascido nesse sul de Santa Catarina: "Em nome e sob os auspícios do muito Alto e muito Poderoso Príncipe, o senhor D. Pedro II, Imperador Constitucional e defensor perpétuo do Brasil, Faculdade de Medicina do Rio de Janeiro: Eu Vicente Cândido Figueira de Sabóia, do Conselho de sua Majestade o Imperador, Comendador da Ordem de Nosso Senhor Jesus Cristo, médico da casa imperial, Comendador da Ordem Imperial Câmara, membro titular da Academia Imperial de Medicina do Rio de Janeiro, das Sociedades Obstétricas de Londres e Francesa da Higiene, membro correspondente da Sociedade Cirúrgica de Paris, Sócio-correspondente de 1ª classe da Academia de Ciências de Lisboa, doutor em medicina, lente da 1ª cadeira cirúrgica e diretor desta faculdade, etc ... tendo presente o termo de aptidão ao grau de doutor, obtido pelo senhor Ismael Pinto de Ulysséa, filho de Joaquim José Pinto de Ulysséa e de Alexandrina Pinto de Ulysséa, natural da cidade de Laguna, província de Santa Catarina, nascido a 14 de junho de 1860, e de lhe haver sido conferido o dito grau no dia 21 de dezenbro de 1883, depois de ter defendido tese e sido aprovado plenamente, e em conseqüência da autoridade que me é dada pelos estatutos que regem esta faculdade e do que neles me é ordenado, mandei passar para o dito senhor Ismael Pinto de Ulysséa esta carta de doutor em medicina, para que com ela goze de todos os direitos e prerrogativas atribuídas pelas leis do Império: Faculdade de medicina, Rio de Janeiro, 22 de dezembro de 1883". Seguem assinaturas, armas do império.